# Giro del Belgio 2018
Il Giro del Belgio 2018, ottantottesima edizione della corsa e valido come evento dell'UCI Europe Tour 2018 categoria 2.HC, si svolse in cinque tappe dal 23 al 27 maggio 2018 su un percorso di 660,6 km, con partenza da Buggenhout e arrivo a Tongeren, in Belgio. La vittoria fu appannaggio del belga Jens Keukeleire, il quale completò il percorso in 14h43'37", precedendo il connazionale Jelle Vanendert e il neozelandese Dion Smith.
Sul traguardo di Tongeren 129 ciclisti, su 140 partiti da Buggenhout, portarono a termine la competizione.

## Tappe
| Tappa  | Data      | Percorso                            | km    | Vincitore di tappa | Leader cl. generale |
| ------ | --------- | ----------------------------------- | ----- | ------------------ | ------------------- |
| 1ª     | 23 maggio | Buggenhout > Buggenhout             | 178,8 | André Greipel      | André Greipel       |
| 2ª     | 24 maggio | Lochristi > Knokke-Heist            | 162,1 | André Greipel      | André Greipel       |
| 3ª     | 25 maggio | Bornem > Bornem (cron. individuale) | 10,6  | Christophe Laporte | Christophe Laporte  |
| 4ª     | 26 maggio | Wanze > Wanze                       | 151,4 | Jelle Vanendert    | Jens Keukeleire     |
| 5ª     | 27 maggio | Landen > Tongeren                   | 157,7 | Bryan Coquard      | Jens Keukeleire     |
| Totale | Totale    | Totale                              | 660,6 |                    |                     |

## Squadre e corridori partecipanti
| N.    | Cod. | Squadra                      |
| ----- | ---- | ---------------------------- |
| 1-7   | LTS  | Lotto Soudal                 |
| 11-17 | TKA  | Team Katusha Alpecin         |
| 21-29 | AST  | Astana Pro Team              |
| 31-38 | VWC  | Veranda's Willems-Crelan     |
| 41-47 | WGG  | Wanty-Groupe Gobert          |
| 51-57 | COF  | Cofidis, Solutions Crédits   |
| 61-67 | SVB  | Sport Vlaanderen-Baloise     |
| 71-80 | RNL  | Roompot-Nederlandse Loterij  |
| 81-87 | WVA  | WB Aqua Protect Veranclassic |
| 91-97 | VCC  | Vital Concept Cycling Club   |

| N.      | Cod. | Squadra                        |
| ------- | ---- | ------------------------------ |
| 101-107 | ABS  | Aqua Blue Sport                |
| 111-118 | BRD  | Bardiani CSF                   |
| 121-127 | BBH  | Burgos-BH                      |
| 131-137 | FST  | Team Fortuneo-Samsic           |
| 141-147 | BEL  | Belgio                         |
| 151-157 | TFL  | Telenet Fidea Lions            |
| 161-168 | SNE  | Sovac-Natura4Ever              |
| 171-177 | PSV  | Pauwels Sauzen-Vastgoedservice |
| 181-187 | CIB  | Cibel-Cebon                    |
| 191-197 | TIS  | Tarteletto-Isorex              |

## Dettagli delle tappe

### 1ª tappa
- 23 maggio: Buggenhout > Buggenhout – 178,8 km

Risultati
| Pos. | Corridore       | Squadra   | Tempo    |
| ---- | --------------- | --------- | -------- |
| 1    | André Greipel   | Lotto     | 3h54'29" |
| 2    | Riccardo Minali | Astana    | s.t.     |
| 3    | Tim Merlier     | Veranda's | s.t.     |

| Pos. | Corridore       | Squadra | Tempo    |
| ---- | --------------- | ------- | -------- |
| 1    | André Greipel   | Lotto   | 3h54'19" |
| 2    | Riccardo Minali | Astana  | a 4"     |
| 3    | Michael Boroš   | Pauwels | a 5"     |

### 2ª tappa
- 24 maggio: Lochristi > Knokke-Heist – 162,1 km

Risultati
| Pos. | Corridore      | Squadra   | Tempo    |
| ---- | -------------- | --------- | -------- |
| 1    | André Greipel  | Lotto     | 3h15'21" |
| 2    | Wouter Wippert | Roompot   | s.t.     |
| 3    | Tim Merlier    | Veranda's | s.t.     |

| Pos. | Corridore        | Squadra   | Tempo    |
| ---- | ---------------- | --------- | -------- |
| 1    | André Greipel    | Lotto     | 7h09'30" |
| 2    | L. Norman Hansen | Aqua Blue | a 11"    |
| 3    | Tim Merlier      | Veranda's | a 12"    |

### 3ª tappa
- 25 maggio: Bornem > Bornem – Cronometro individuale – 10,6 km

Risultati
| Pos. | Corridore          | Squadra | Tempo  |
| ---- | ------------------ | ------- | ------ |
| 1    | Christophe Laporte | Cofidis | 12'38" |
| 2    | Andrij Hrivko      | Astana  | a 5"   |
| 3    | Brian van Goethem  | Roompot | a 7"   |

| Pos. | Corridore          | Squadra | Tempo    |
| ---- | ------------------ | ------- | -------- |
| 1    | Christophe Laporte | Cofidis | 7h22'29" |
| 2    | André Greipel      | Lotto   | a 4"     |
| 3    | Andrij Hrivko      | Astana  | a 5"     |

### 4ª tappa
- 26 maggio: Wanze > Wanze – 151,4 km

Risultati
| Pos. | Corridore       | Squadra | Tempo    |
| ---- | --------------- | ------- | -------- |
| 1    | Jelle Vanendert | Lotto   | 3h33'24" |
| 2    | Jens Keukeleire | Lotto   | a 16"    |
| 3    | Dion Smith      | Wanty   | s.t.     |

| Pos. | Corridore       | Squadra | Tempo     |
| ---- | --------------- | ------- | --------- |
| 1    | Jens Keukeleire | Lotto   | 10h56'11" |
| 2    | Jelle Vanendert | Lotto   | a 15"     |
| 3    | Anthony Turgis  | Cofidis | a 26"     |

### 5ª tappa
- 27 maggio: Landen > Tongeren – 157,7 km

Risultati
| Pos. | Corridore          | Squadra       | Tempo    |
| ---- | ------------------ | ------------- | -------- |
| 1    | Bryan Coquard      | Vital Concept | 3h47'26" |
| 2    | Christophe Laporte | Cofidis       | s.t.     |
| 3    | Roy Jans           | Cibel         | s.t.     |

| Pos. | Corridore       | Squadra | Tempo     |
| ---- | --------------- | ------- | --------- |
| 1    | Jens Keukeleire | Lotto   | 14h43'37" |
| 2    | Jelle Vanendert | Lotto   | a 15"     |
| 3    | Dion Smith      | Wanty   | a 39"     |

## Evoluzione delle classifiche
| Tappa              | Vincitore          | Classifica generale Maglia blu | Classifica a punti Maglia rossa | Classifica combattività Maglia verde | Classifica a squadre        |
| ------------------ | ------------------ | ------------------------------ | ------------------------------- | ------------------------------------ | --------------------------- |
| 1ª                 | André Greipel      | André Greipel                  | André Greipel                   | Aimé De Gendt                        | Roompot-Nederlandse Loterij |
| 2ª                 | André Greipel      | André Greipel                  | André Greipel                   | Aimé De Gendt                        | Veranda's Willems-Crelan    |
| 3ª                 | Christophe Laporte | Christophe Laporte             | André Greipel                   | Aimé De Gendt                        | Aqua Blue Sport             |
| 4ª                 | Jelle Vanendert    | Jens Keukeleire                | André Greipel                   | Thomas Sprengers                     | Lotto Soudal                |
| 5ª                 | Bryan Coquard      | Jens Keukeleire                | André Greipel                   | Thomas Sprengers                     | Lotto Soudal                |
| Classifiche finali | Classifiche finali | Jens Keukeleire                | André Greipel                   | Thomas Sprengers                     | Lotto Soudal                |

## Classifiche finali

### Classifica generale - Maglia blu
| Pos. | Corridore       | Squadra       | Tempo     |
| ---- | --------------- | ------------- | --------- |
| 1    | Jens Keukeleire | Lotto         | 14h43'37" |
| 2    | Jelle Vanendert | Lotto         | a 15"     |
| 3    | Dion Smith      | Wanty         | a 39"     |
| 4    | Eddie Dunbar    | Aqua Blue     | a 45"     |
| 5    | Andrij Hrivko   | Astana        | a 55"     |
| 6    | Gianni Marchand | Cibel         | a 1'16"   |
| 7    | Bryan Coquard   | Vital Concept | a 1'48"   |
| 8    | Quinten Hermans | Telenet       | a 1'49"   |
| 9    | Jenthe Biermans | Katusha       | a 1'53"   |
| 10   | Martijn Budding | Roompot       | a 2'50"   |

### Classifica a punti - Maglia rossa
| Pos. | Corridore          | Squadra       | Punti |
| ---- | ------------------ | ------------- | ----- |
| 1    | André Greipel      | Lotto         | 72    |
| 2    | Bryan Coquard      | Vital Concept | 64    |
| 3    | Christophe Laporte | Cofidis       | 60    |
| 4    | Timothy Dupont     | Wanty         | 51    |
| 5    | Riccardo Minali    | Astana        | 45    |

### Classifica combattività - Maglia verde
| Pos. | Corridore        | Squadra    | Punti |
| ---- | ---------------- | ---------- | ----- |
| 1    | Thomas Sprengers | Sport Vl.  | 47    |
| 2    | Rob Ruijgh       | Tarteletto | 44    |
| 3    | Kenny Molly      | Belgio     | 42    |
| 4    | Aimé De Gendt    | Sport Vl.  | 36    |
| 5    | Eddie Dunbar     | Aqua Blue  | 23    |

### Classifica a squadre
| Pos. | Squadra              | Tempo     |
| ---- | -------------------- | --------- |
| 1    | Lotto Soudal         | 44h16'19" |
| 2    | Team Katusha Alpecin | a 4'20"   |
| 3    | Telenet Fidea Lions  | a 6'49"   |
| 4    | Aqua Blue Sport      | a 7'53"   |
| 5    | Wanty-Groupe Gobert  | a 9'44"   |